# Zeltnera pusilla
Zeltnera pusilla är en gentianaväxtart som först beskrevs av Alice Eastwood, och fick sitt nu gällande namn av G.Mans.. Zeltnera pusilla ingår i släktet Zeltnera och familjen gentianaväxter. Inga underarter finns listade i Catalogue of Life.